# Leonard Martin
Leonard Jack Martin (ur. 24 listopada 1901 w Wandsworth, zm. 25 grudnia 1967 w Effingham) – brytyjski żeglarz sportowy, medalista olimpijski.
Podczas letnich igrzysk olimpijskich w Berlinie (1936) zdobył, wspólnie z Christopherem Boardmanem, Milesem Bellville’em, Russellem Harmerem i Charlesem Leafem, złoty medal w żeglarskiej klasie 6 metrów.
Podobnie jak jego koledzy z olimpijskich zmagań, Christopher Boardman i Miles Bellville, Leonard Martin był członkiem załogi jachtu Endeavour podczas regat o Puchar Ameryki w 1934. W latach 1917–1919 służył jako ochotnik w Royal Navy (Royal Naval Reserve), a po zakończeniu I wojny światowej pracował w rodzinnym biznesie w branży wyrobów tytoniowych. Był członkiem klubów Royal Burnham Yacht Club i Royal Ocean Racing Club.